# Plants of the Coast of Coromandel
Plants of the Coast of Coromandel (abreviado Pl. Coromandel) es un libro con ilustraciones y descripciones botánicas que fue escrito por el médico y botánico escocés, llamado el padre de la Botánica de la India; William Roxburgh y publicado en tres volúmenes en los años 1795-1820.

## Galería de ilustraciones

Algunas de las ilustraciones incluidas en esta publicación
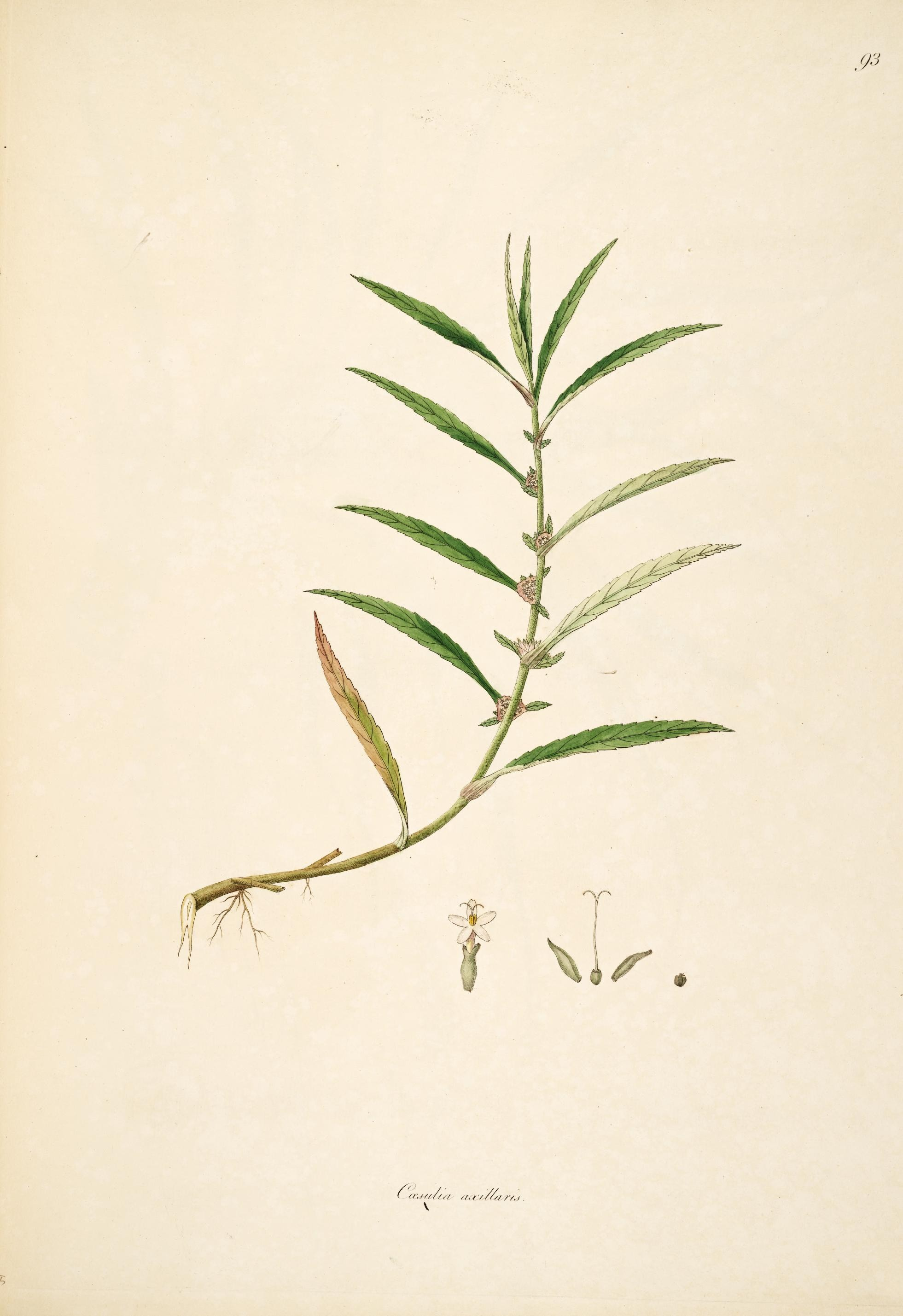
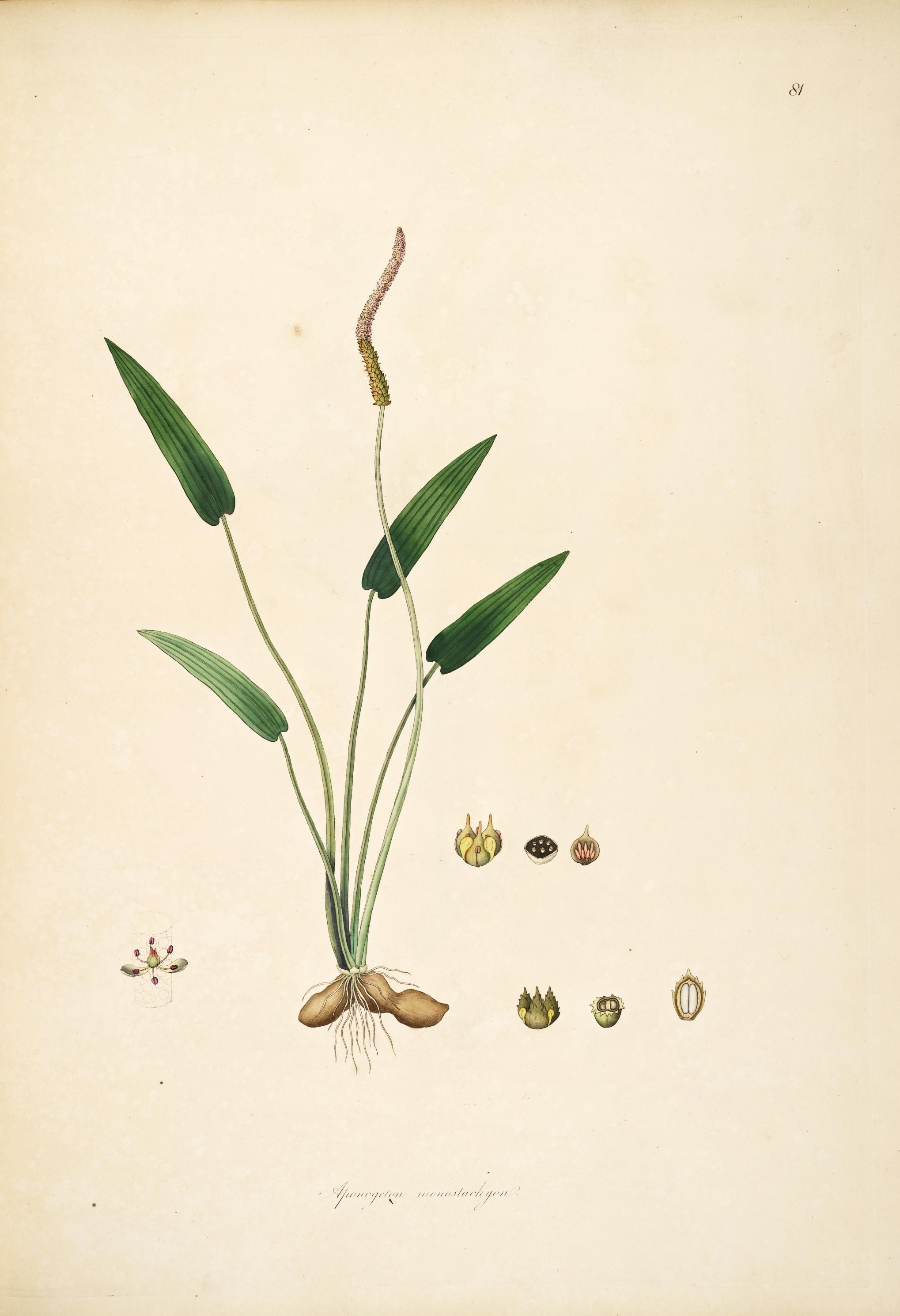
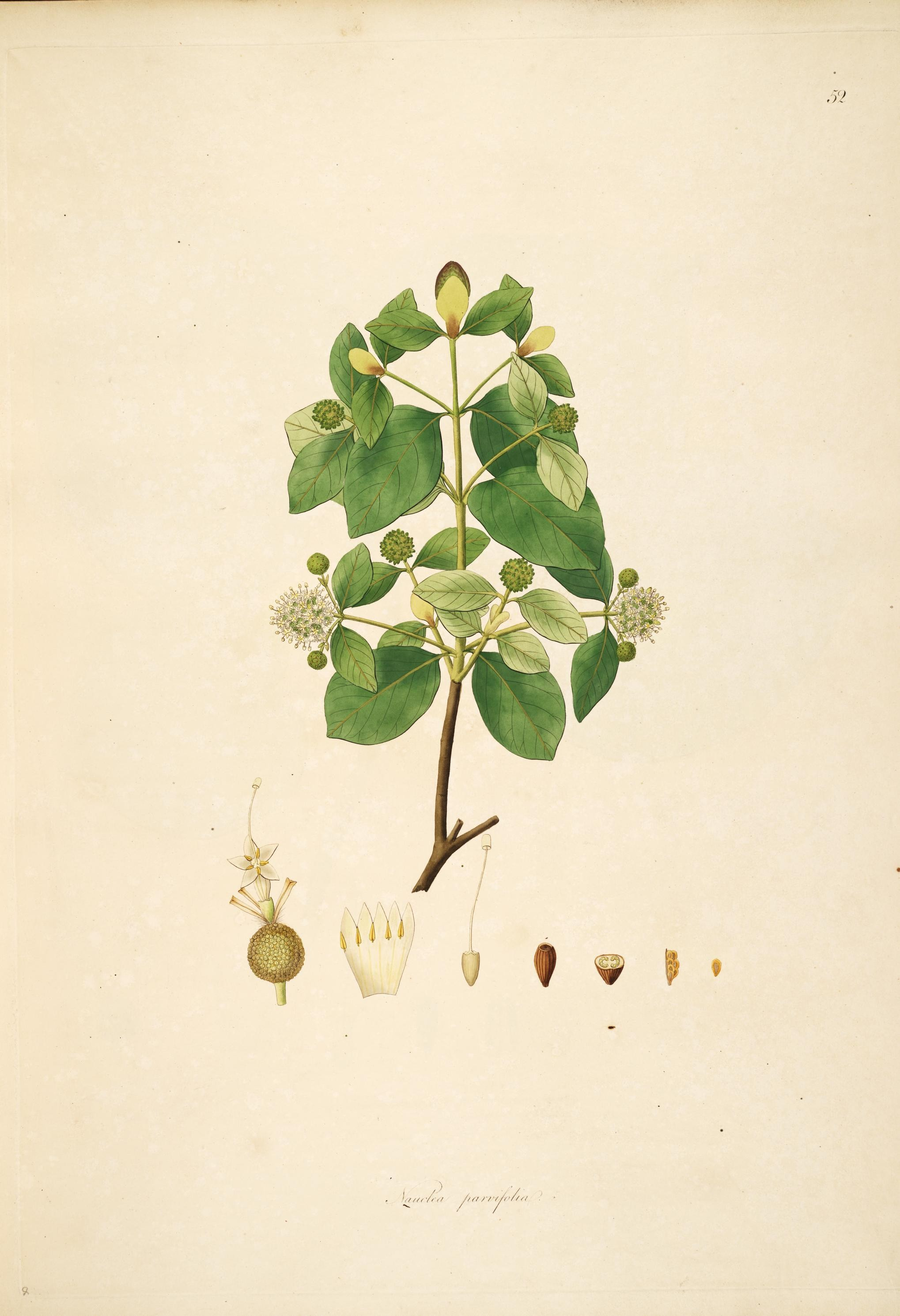
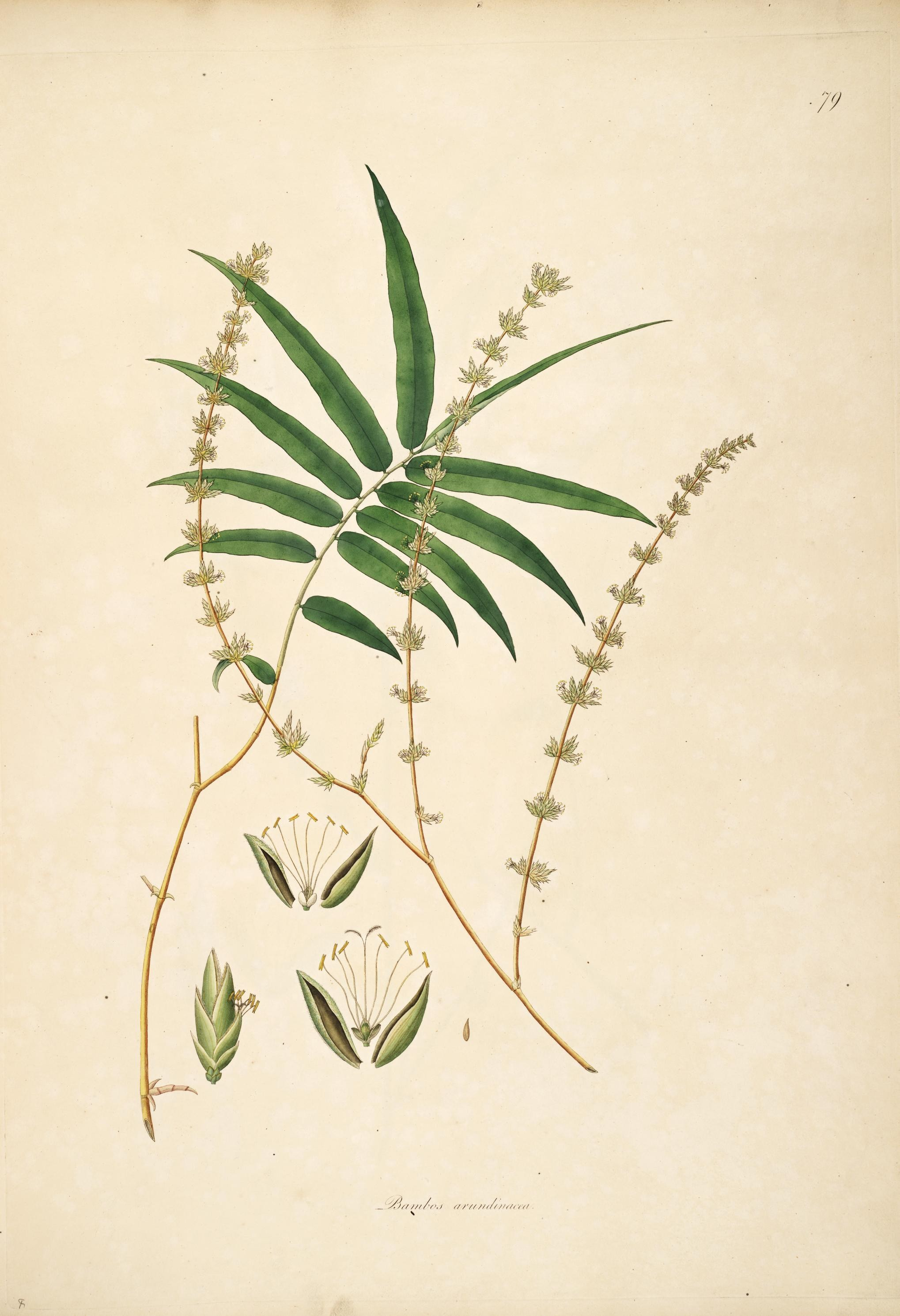
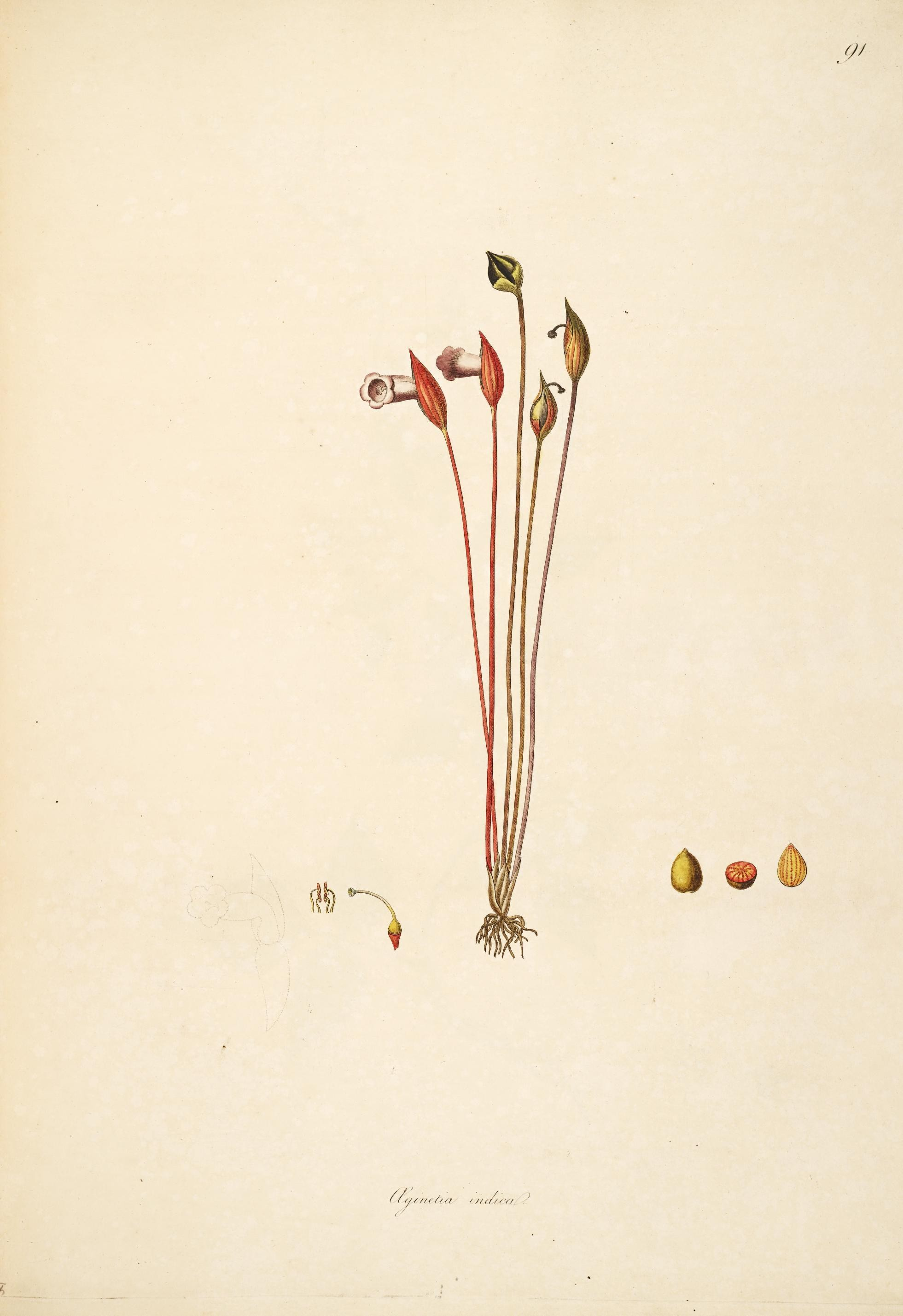
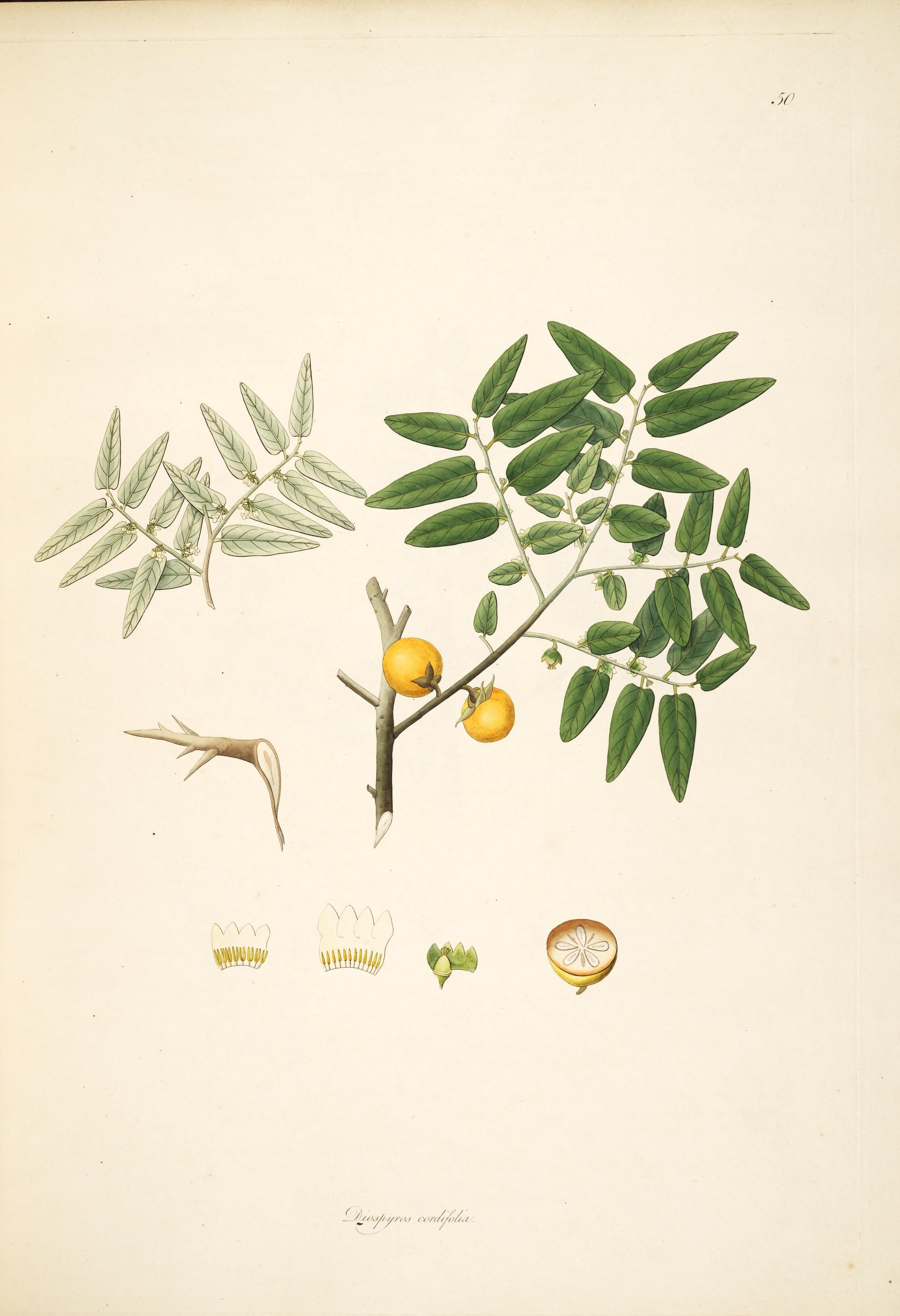
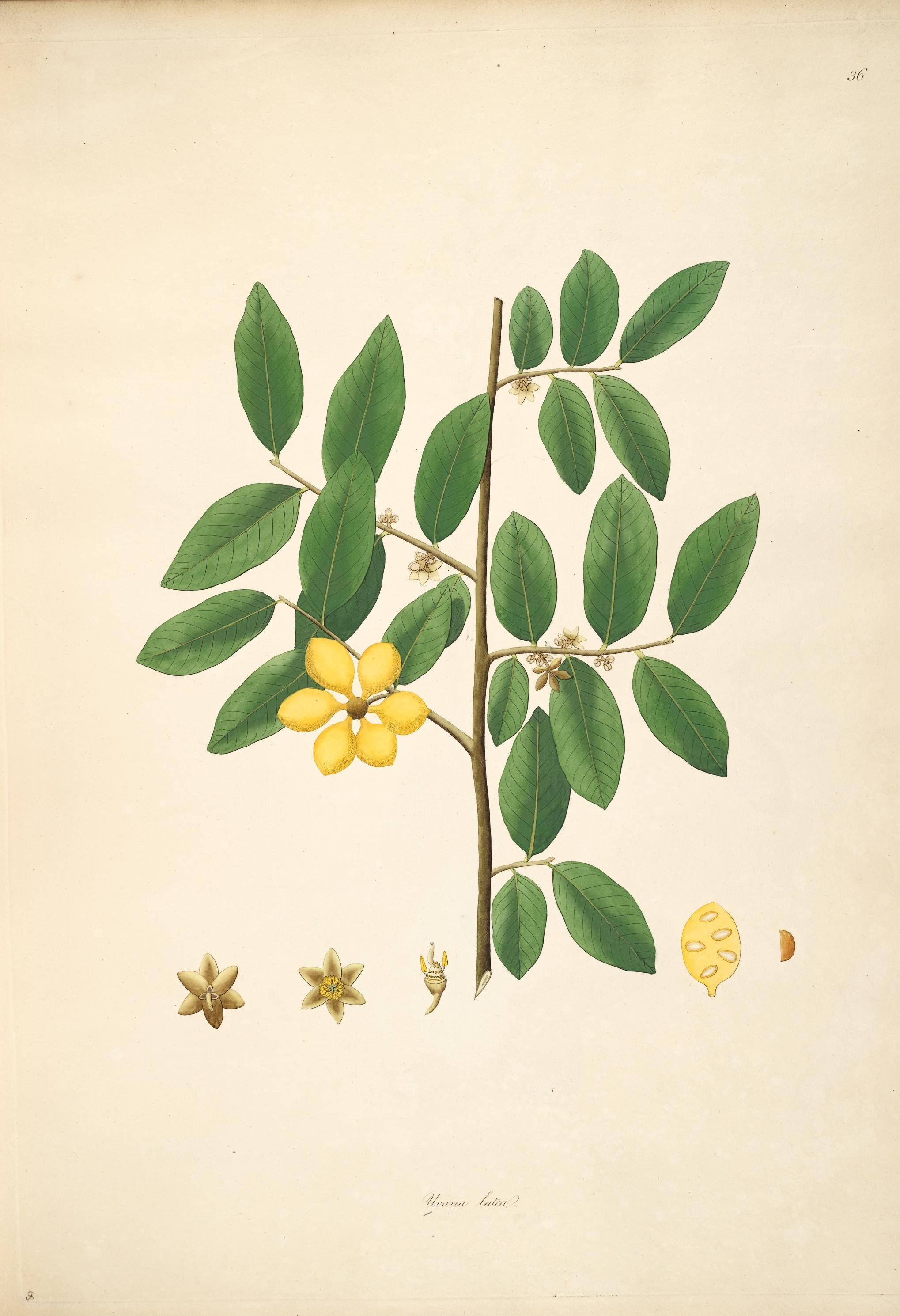
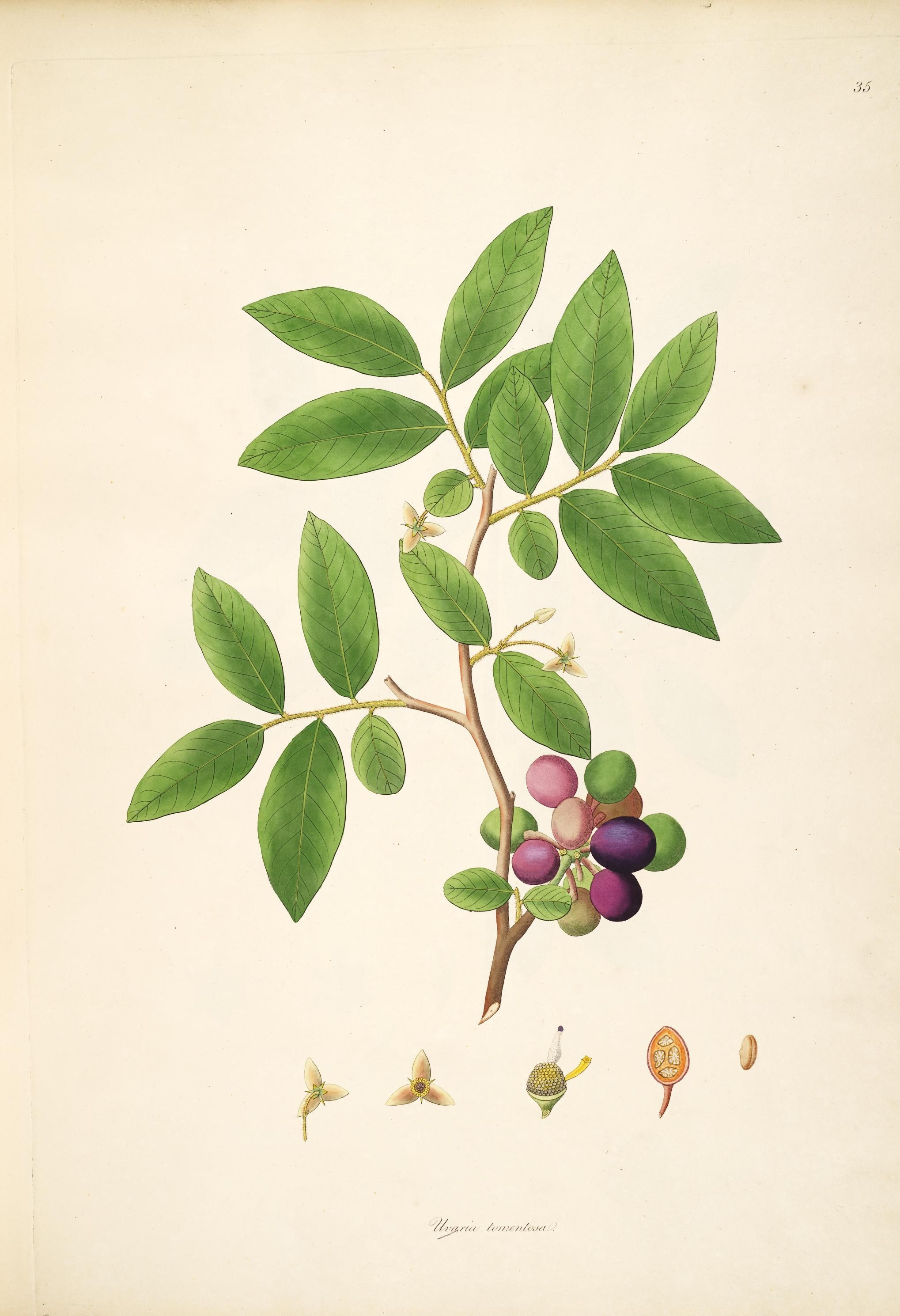
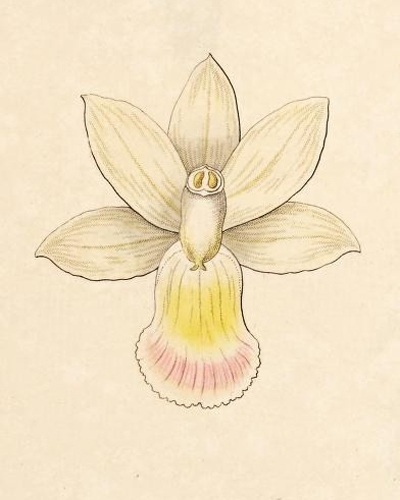
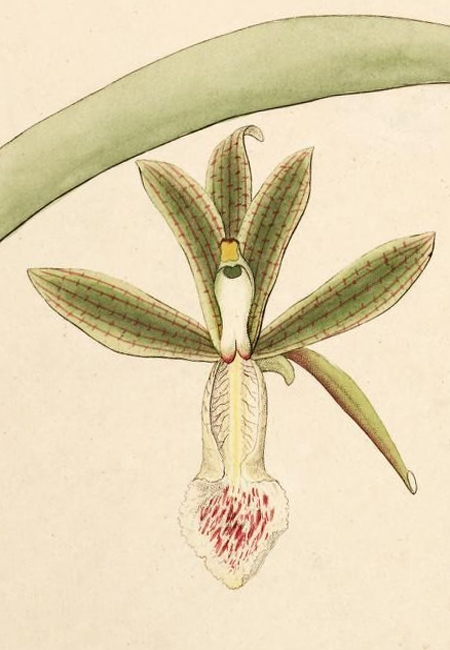
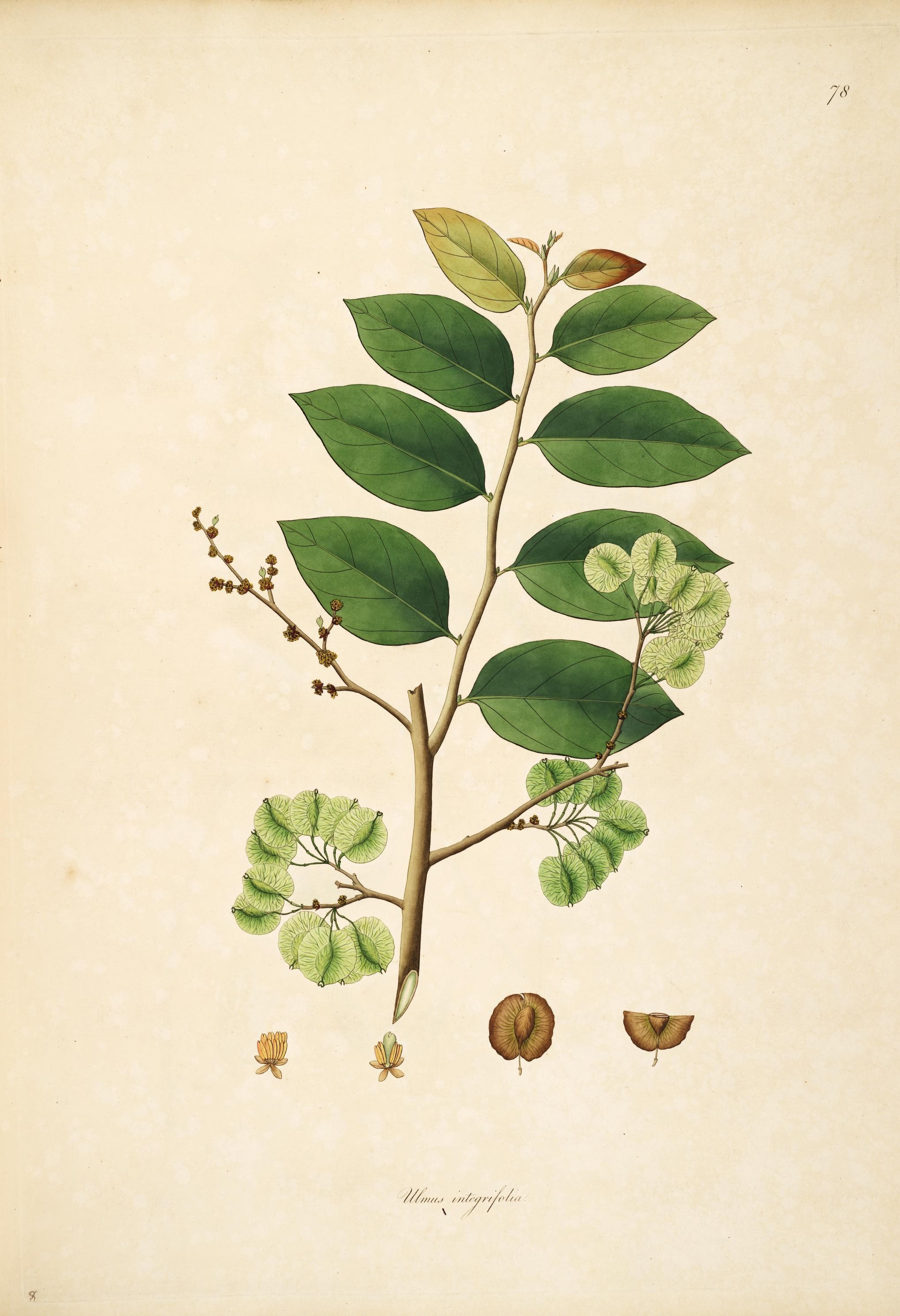
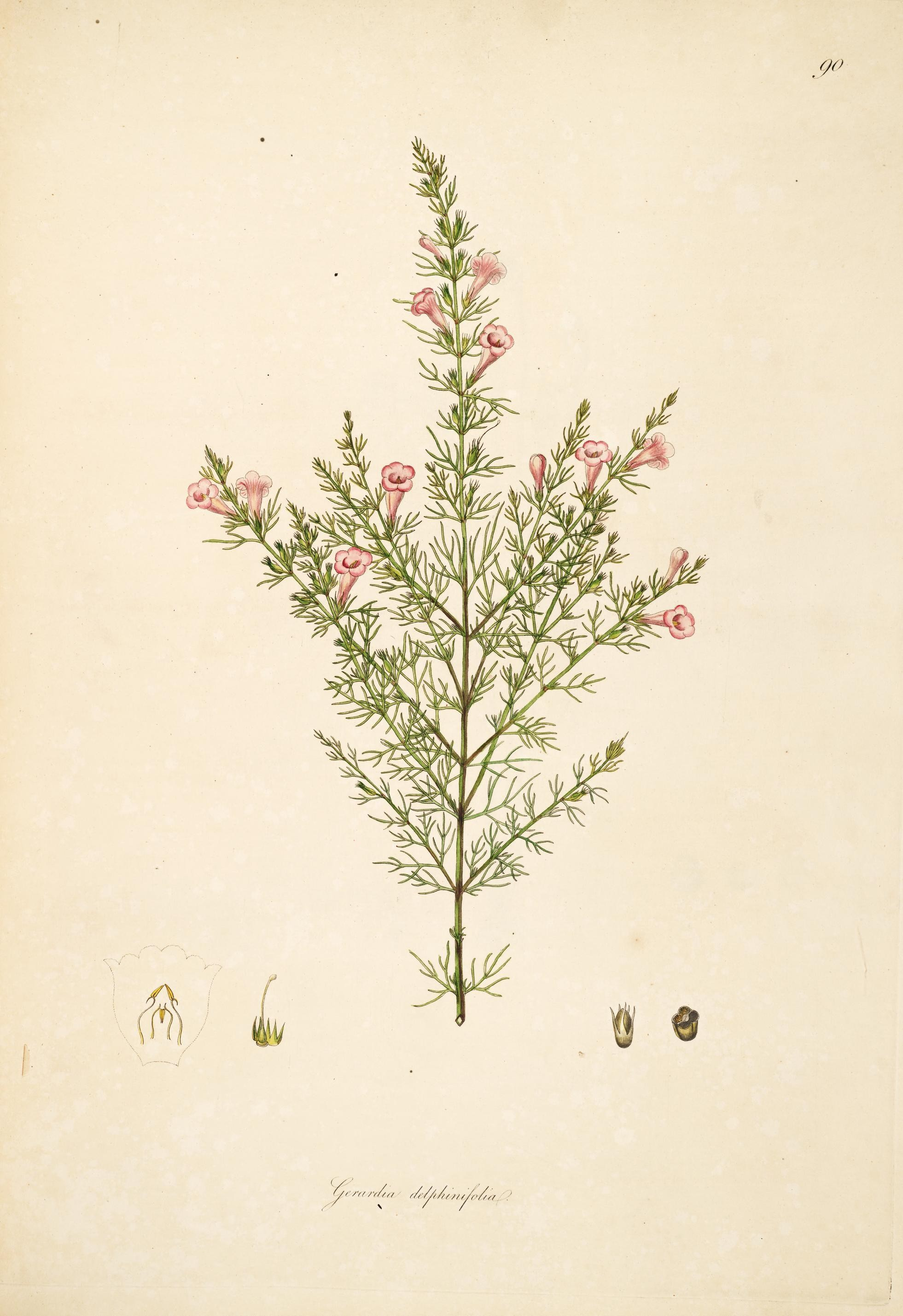
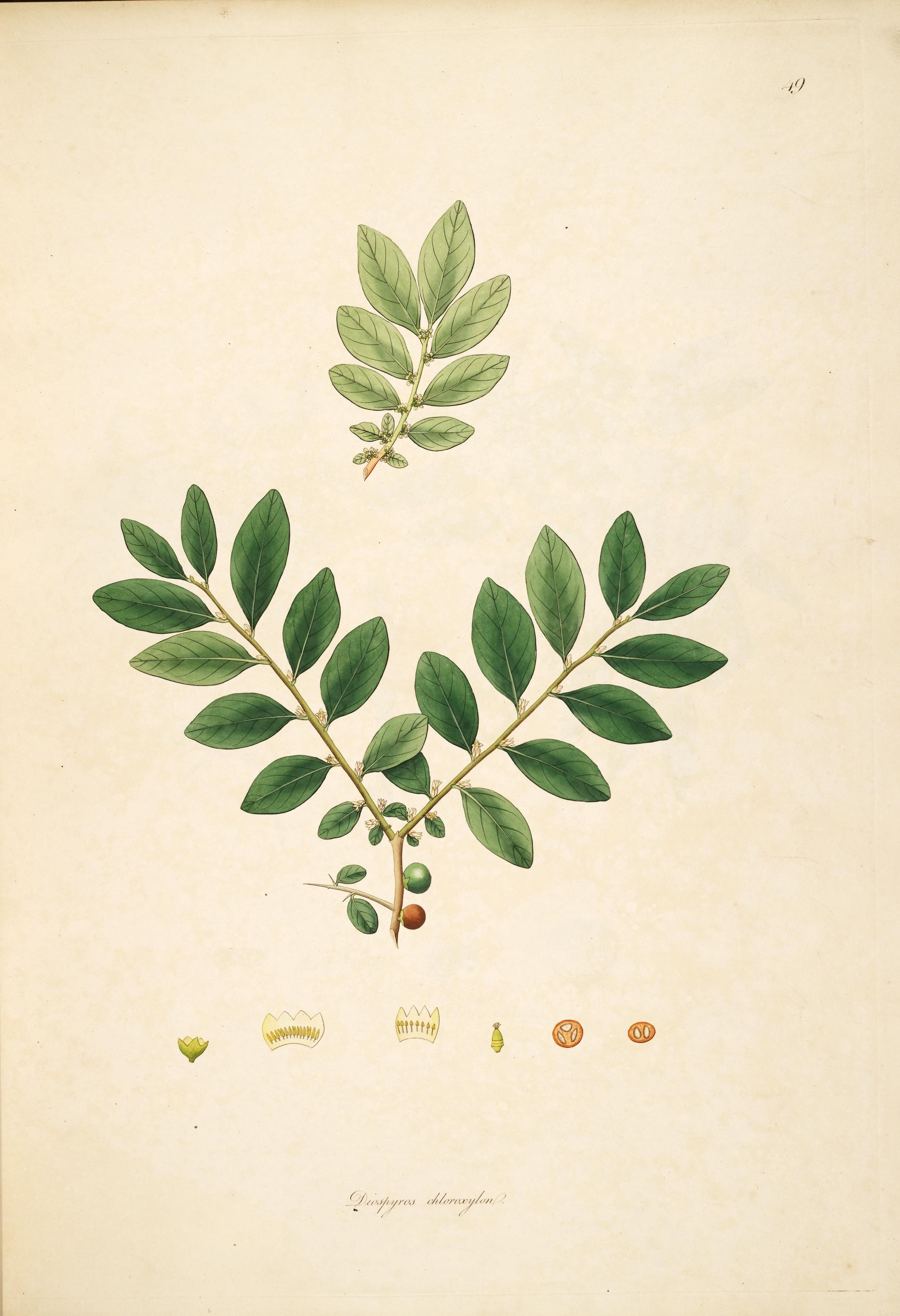
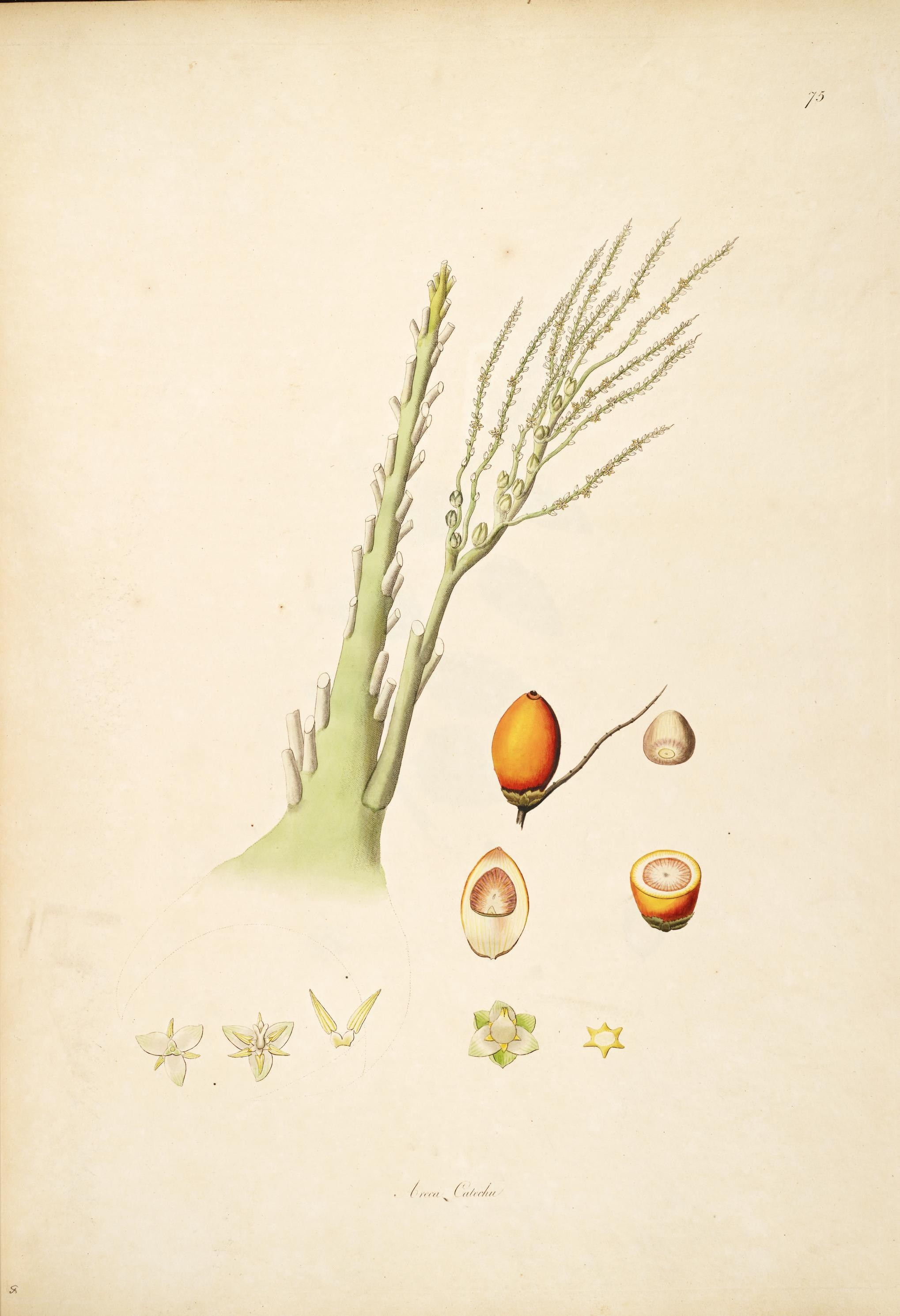
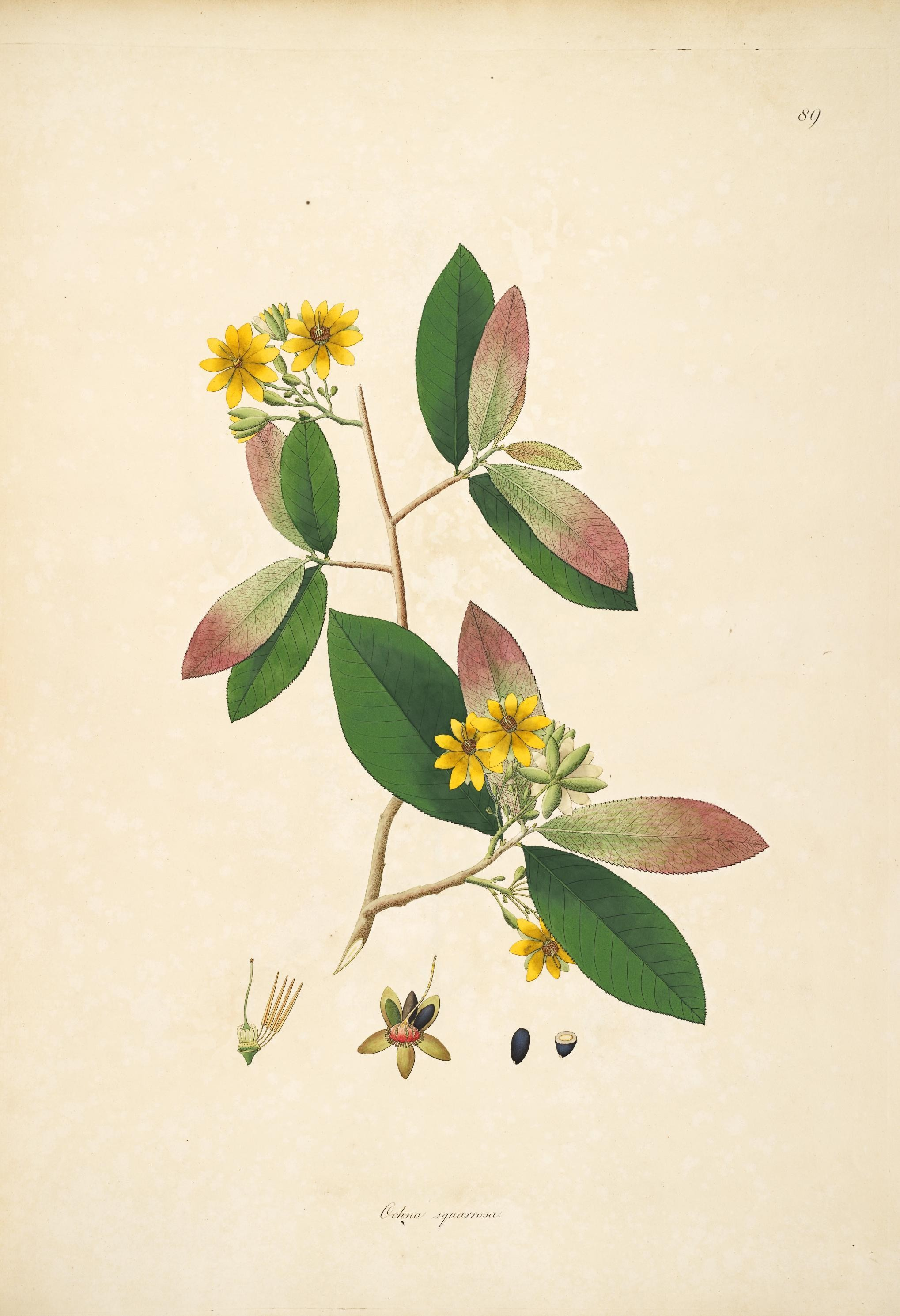
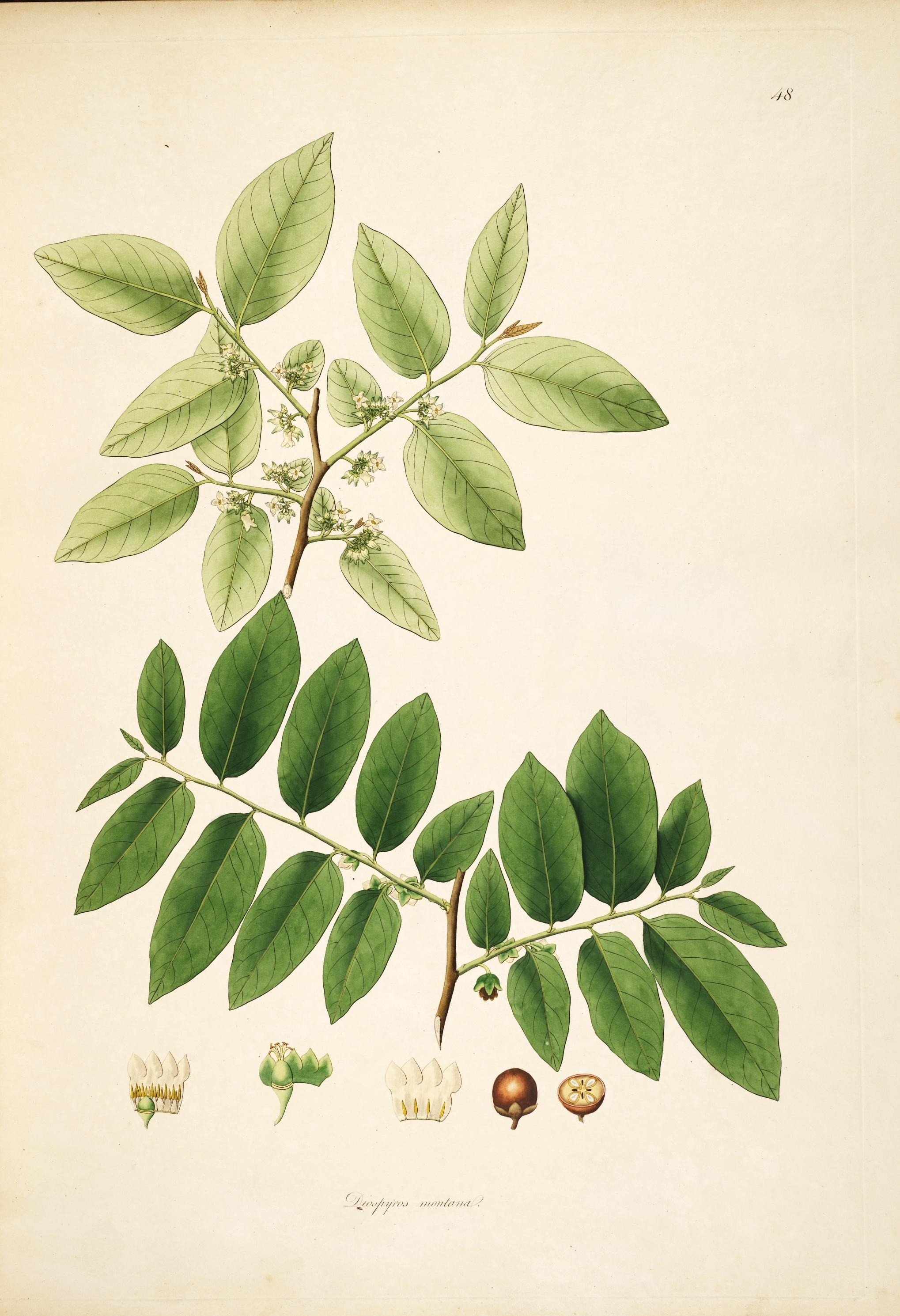
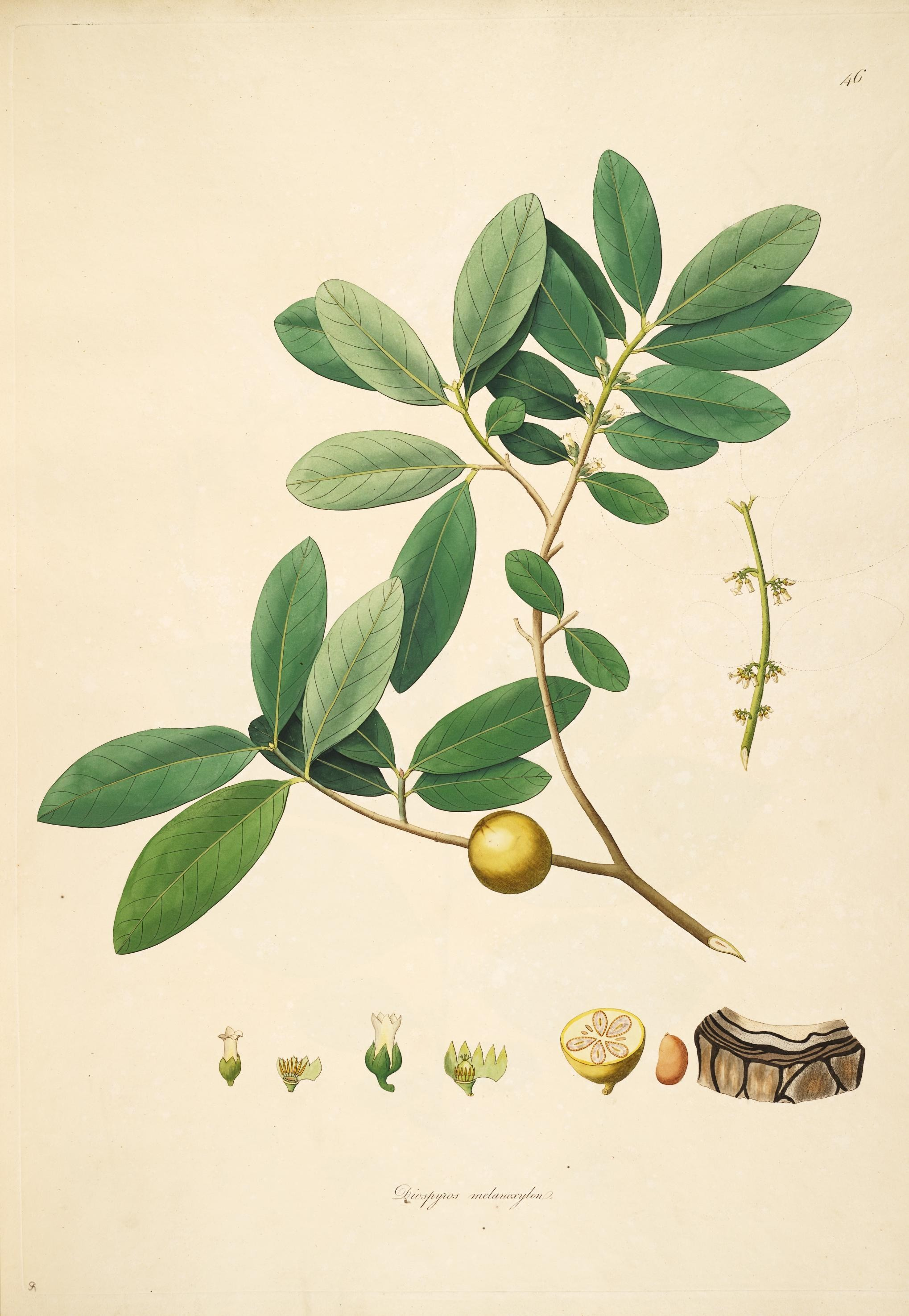
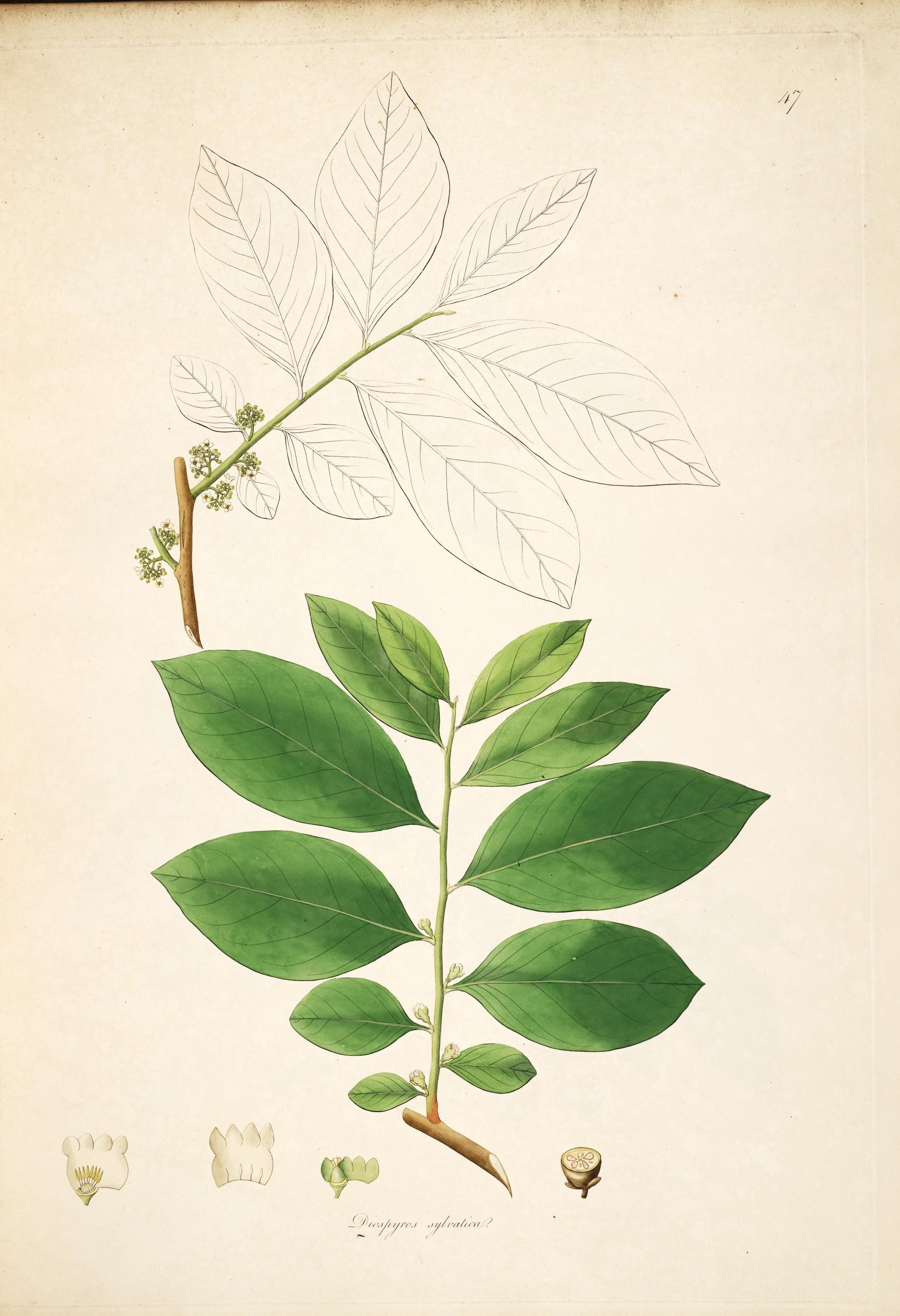
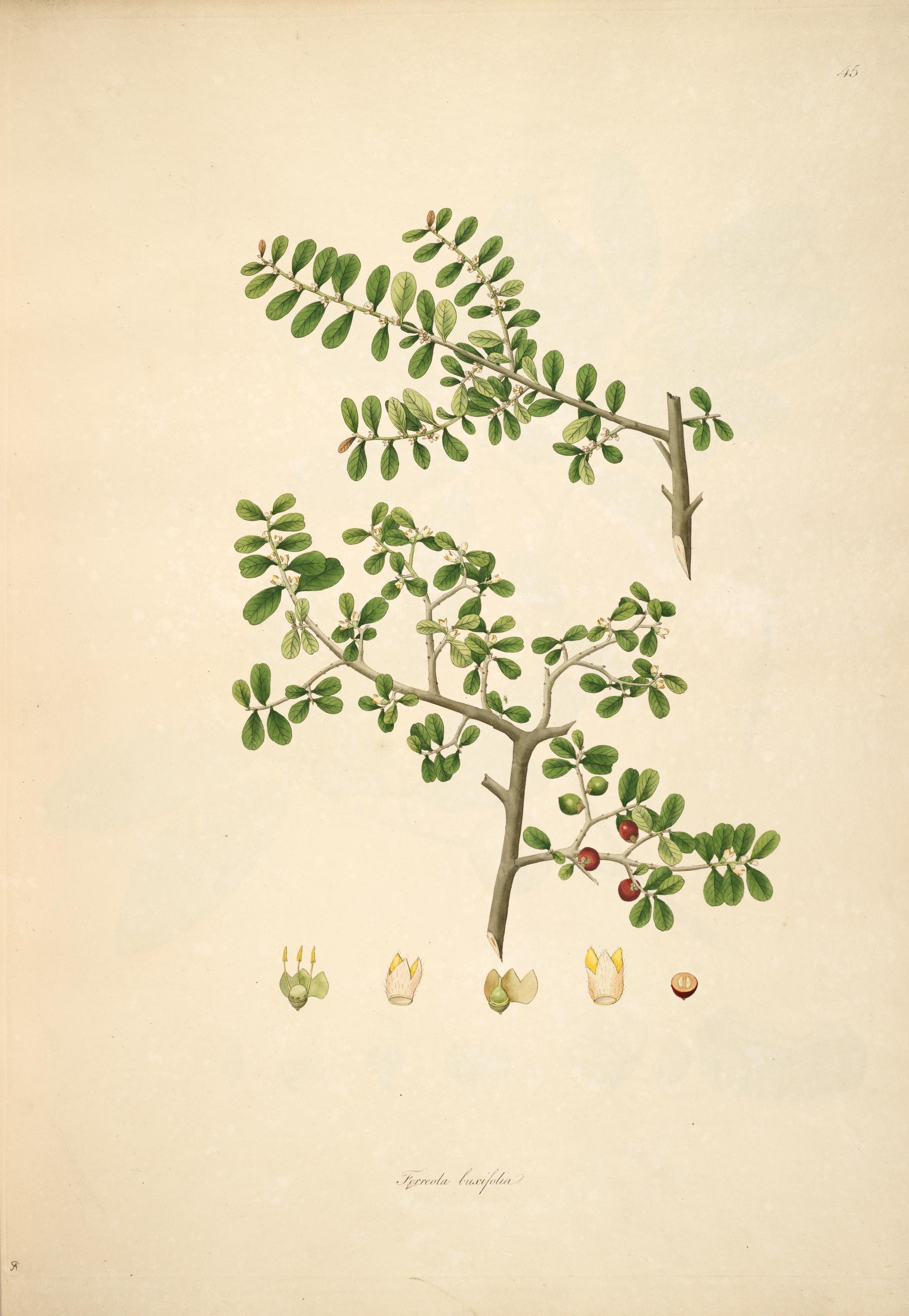
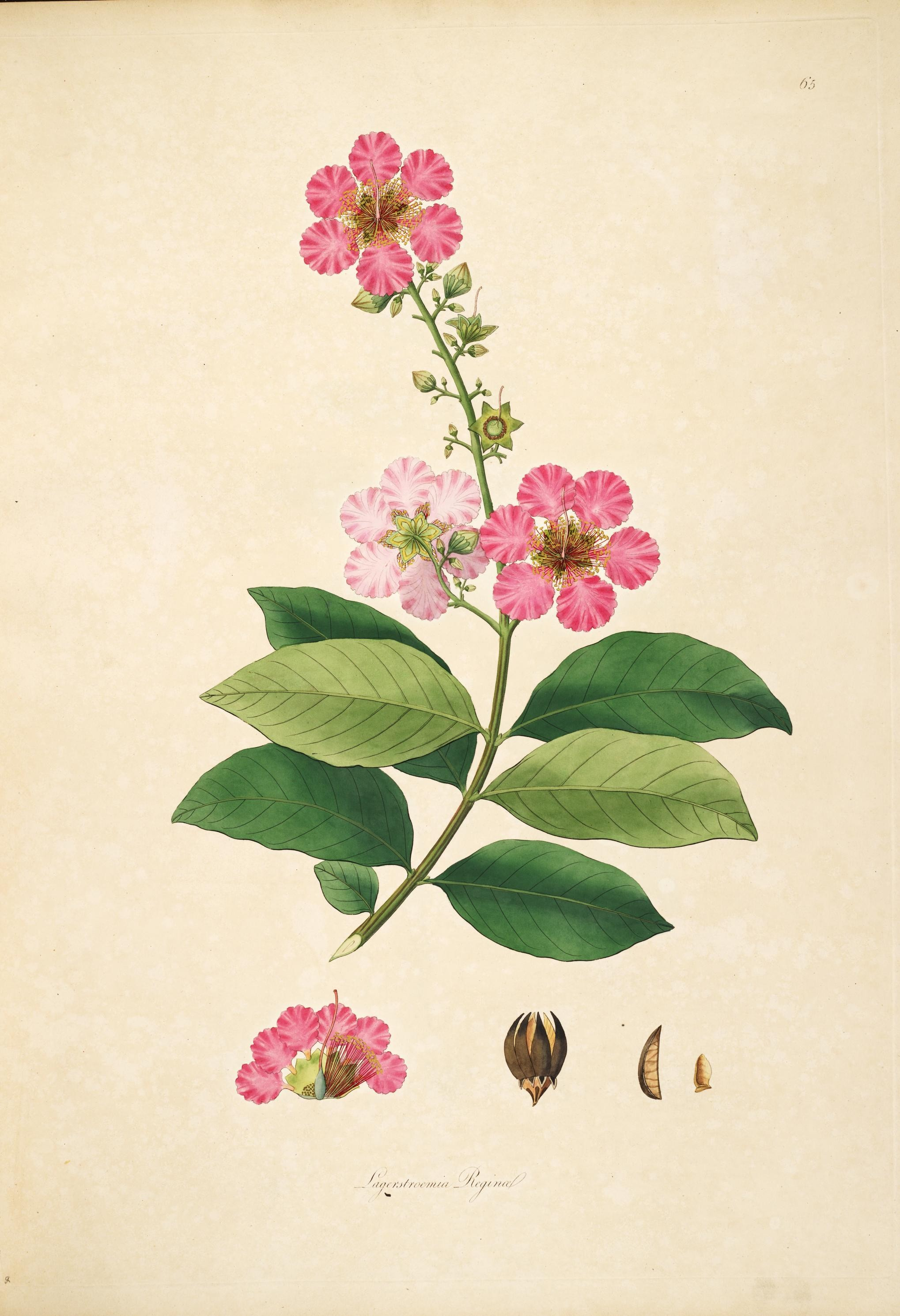
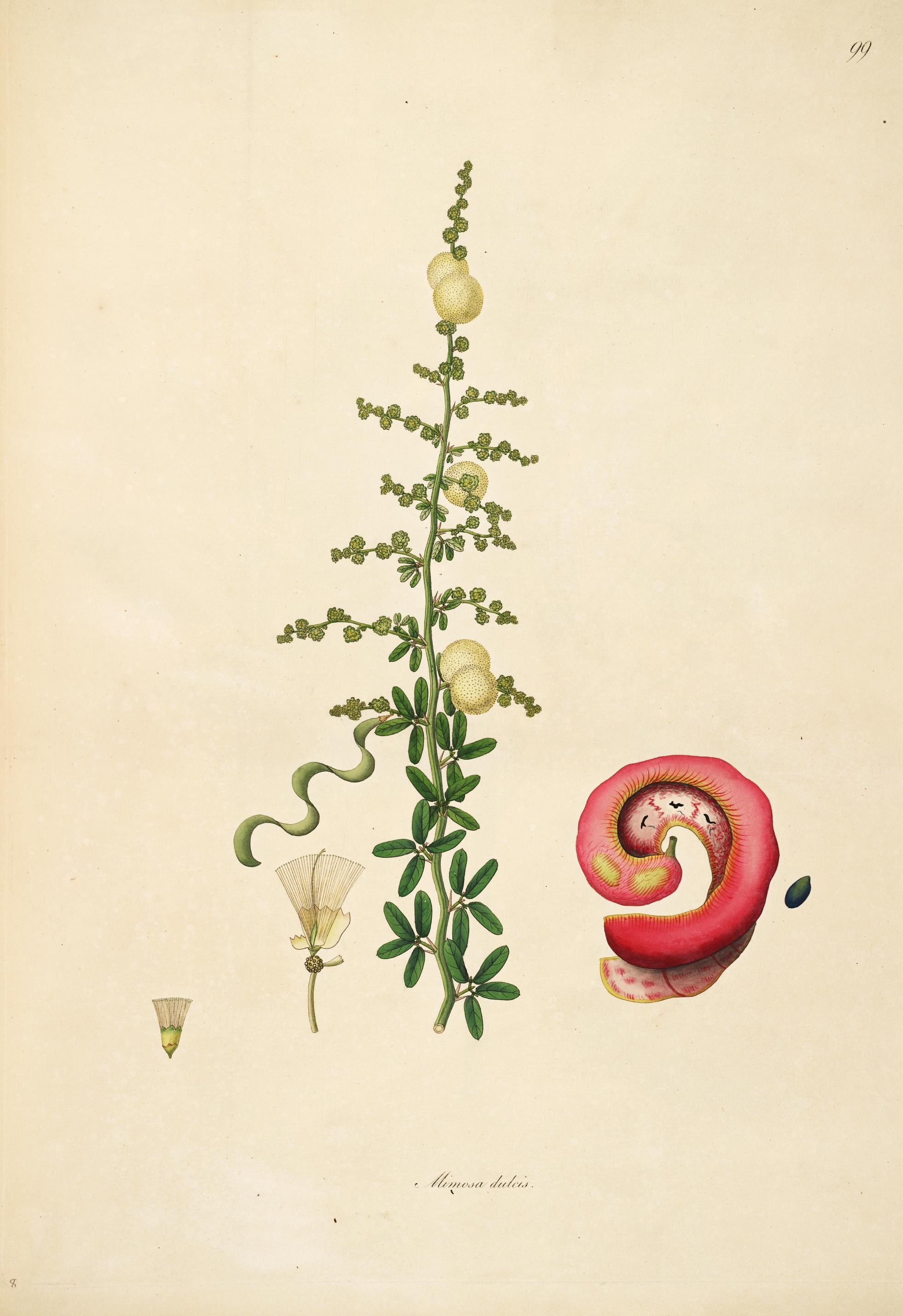
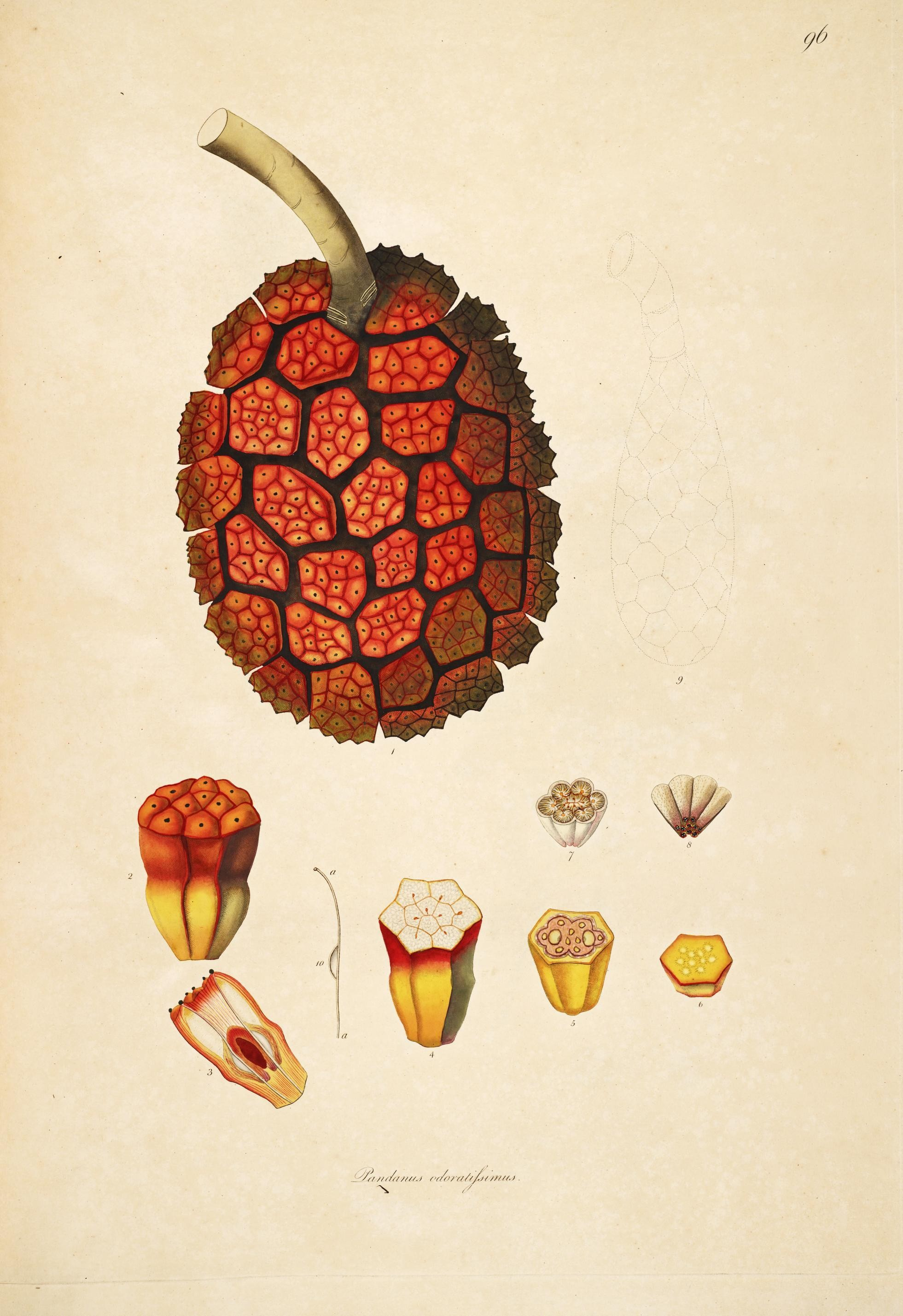
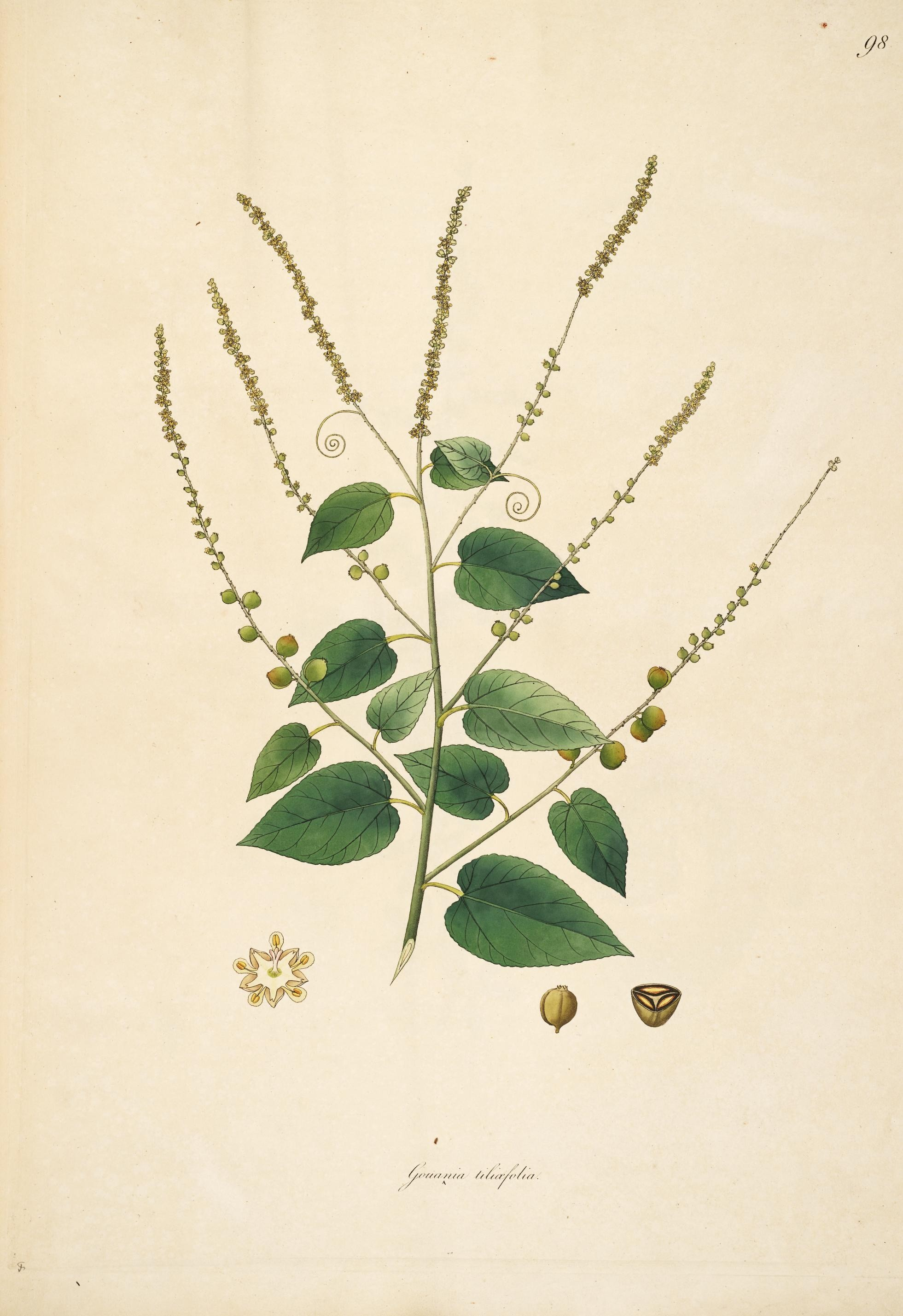
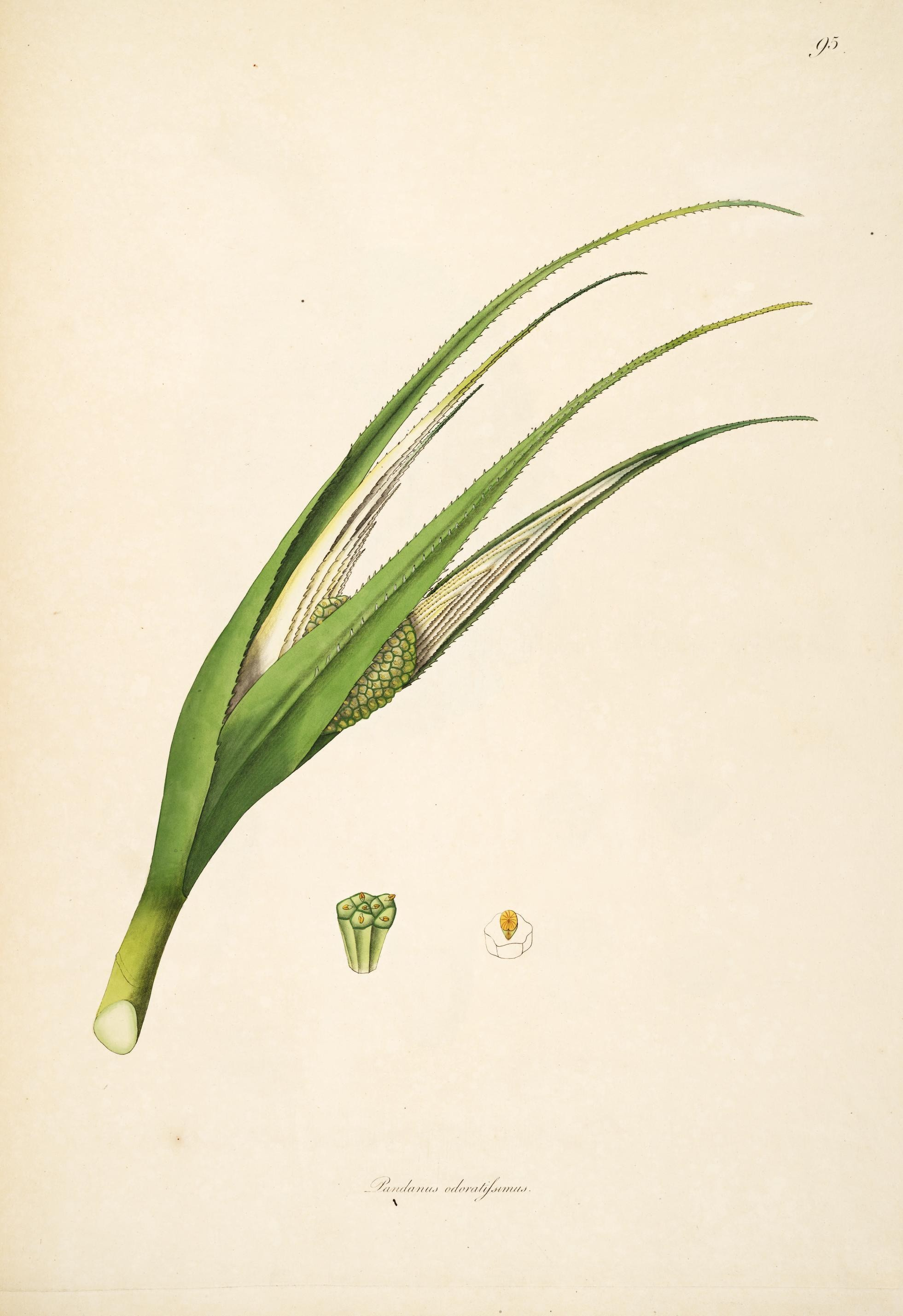
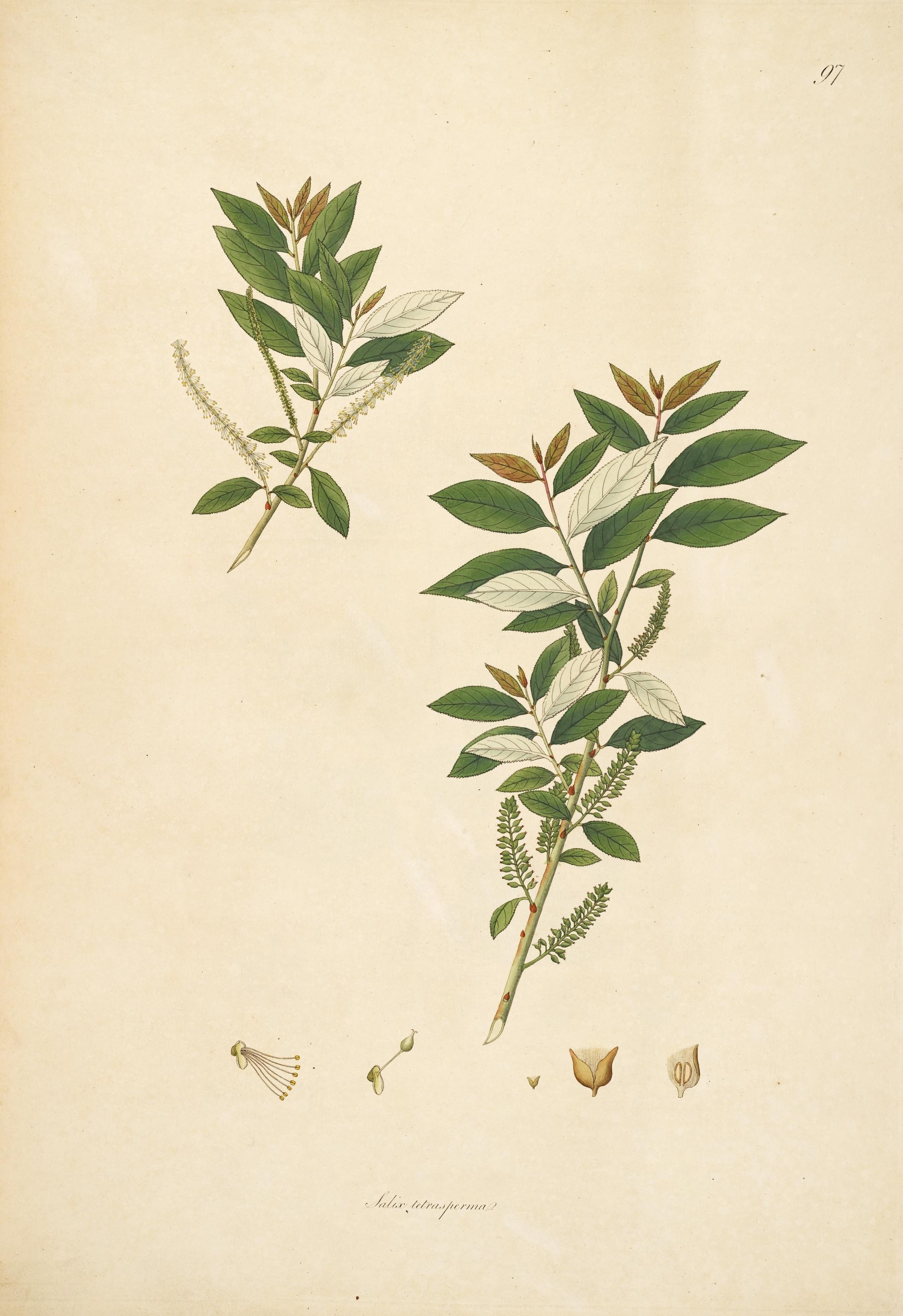
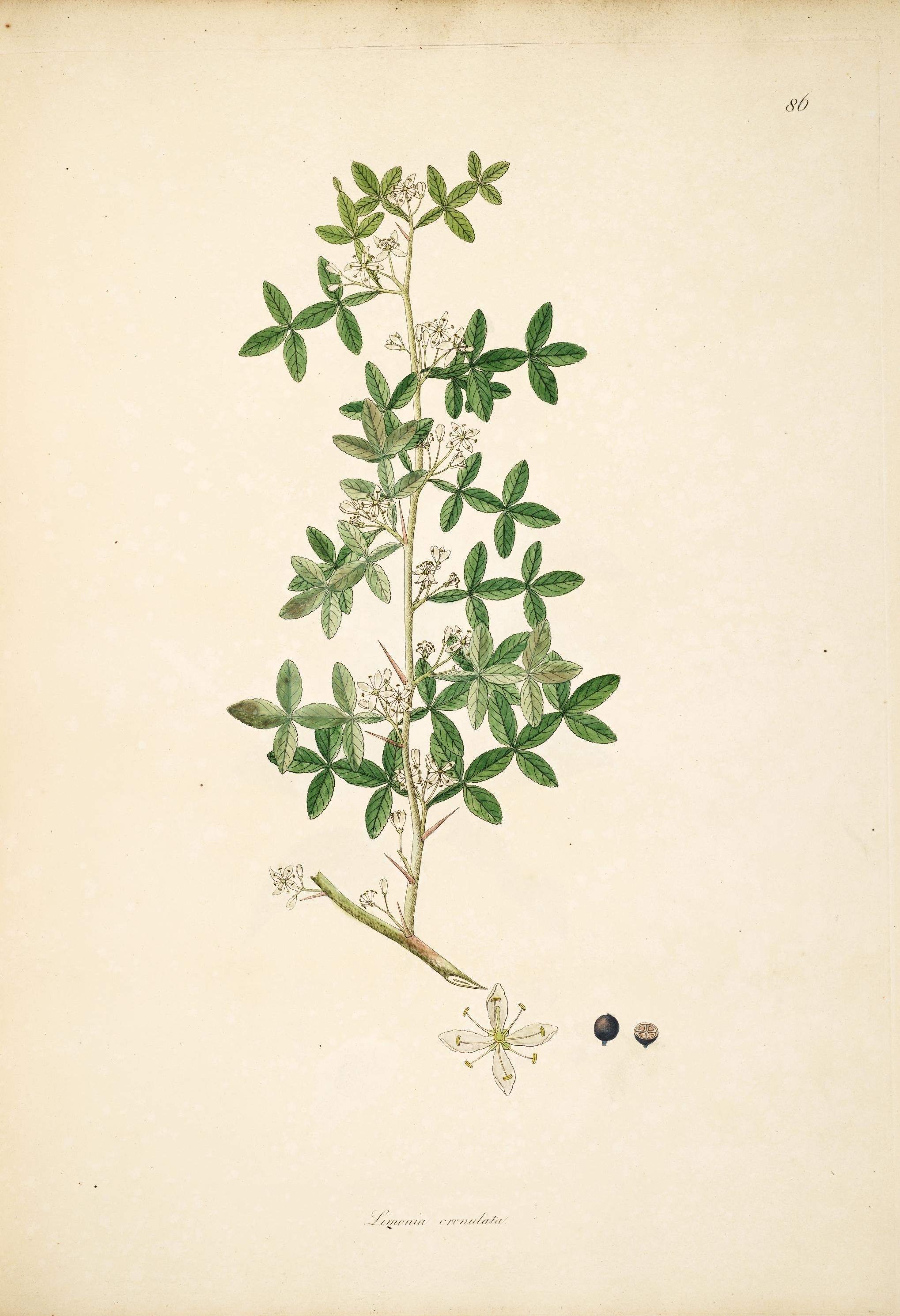
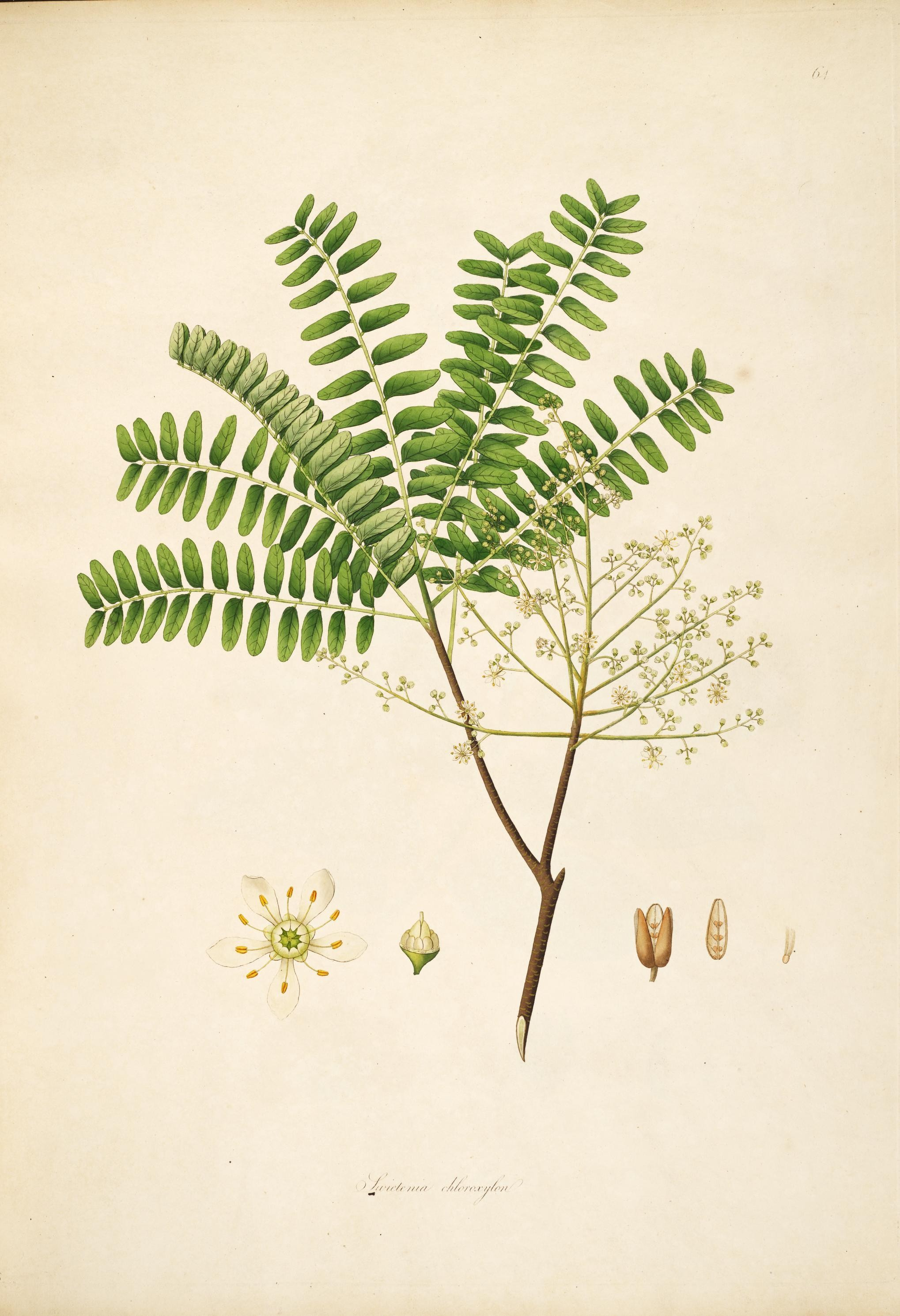
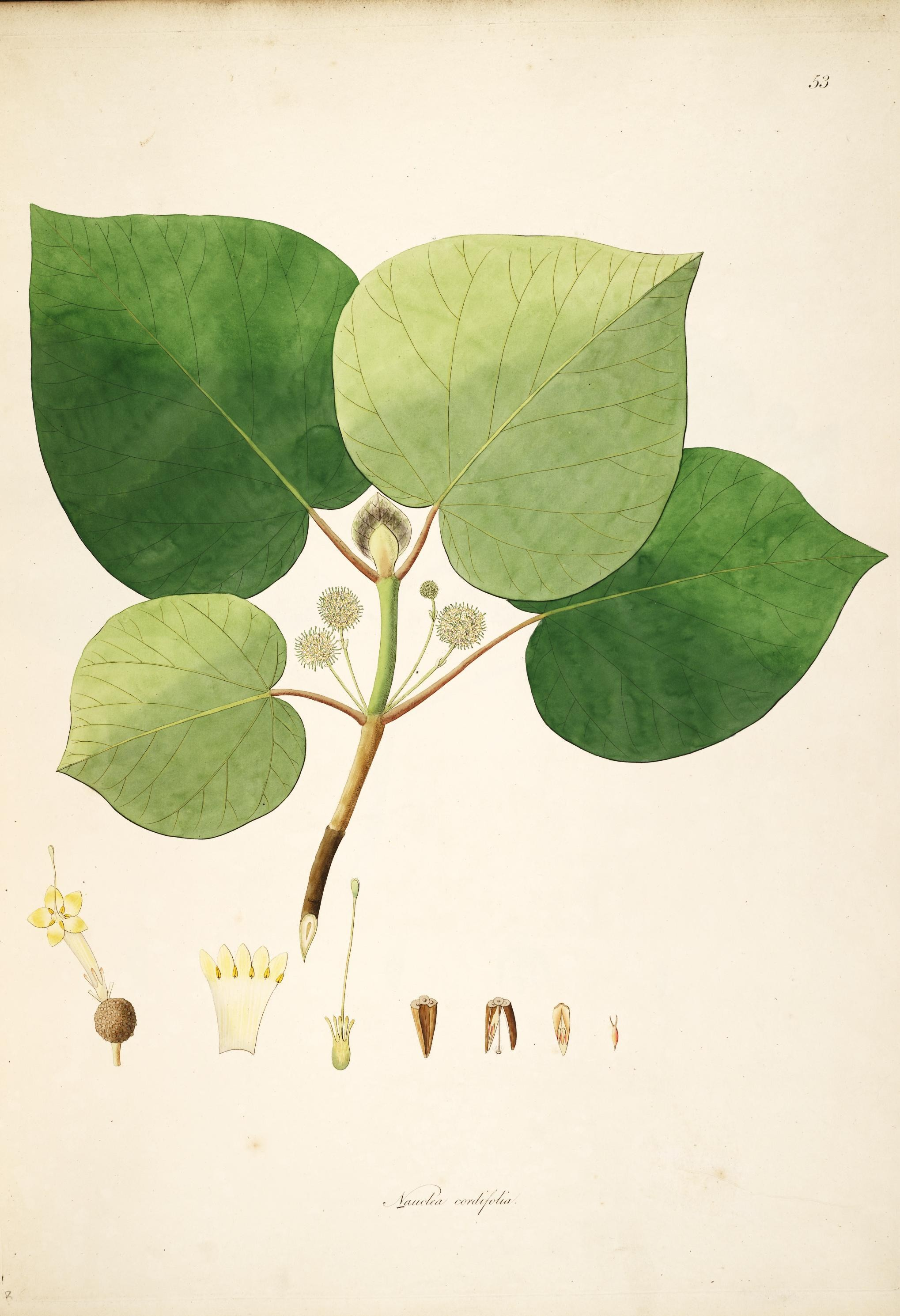